# Lønarbejde
 For alternative betydninger, se Arbejde. (Se også artikler, som begynder med Arbejde)
Lønarbejde, lønmodtagerarbejde eller job beregnes som arbejdskraftens/medarbejderens anvendelse pr. time. Arbejdskraftens pris (løn) opgives f.eks. som timeløn, akkordløn eller provisionsløn, hvilket betales af arbejdsgiveren. Lønnen kan desuden indeholde forskellige goder, pensionsordning, bonus mm. Produktets merværdi er en konsekvens af det udførte arbejde, og er forskellen på varens salgspris og omkostningerne til løn, materialer mm.
Kendetegnende for det moderne samfund er, at det hylder arbejdet og herunder lønarbejdet. Antagelsen er, at jo mere befolkningen arbejder (i betydningen lønarbejder), desto bedre for samfundet som helhed. De sidste godt 200 år har en stribe filosoffer og tænkere forsøgt at formulere en kritik af dette synspunkt. Bl.a. kan nævnes: Karl Marx, Paul Lafargue, Herbert Marcuse, Guy Debord, Antonio Negri, André Gorz og Robert Kurz.
I Danmark aftaler arbejdsmarkedets parter ansættelsesvilkårene for danskere på arbejdsmarkedet. Fagforeninger indgår overenskomster med virksomhederne på medarbejdernes veje.